# Мовчадська сільська рада
Мовчадська сільська́ ра́да (біл. Маўчадскі сельсавет) — адміністративно-територіальна одиниця у складі Барановицького району Берестейської області Білорусі. Адміністративний центр сільської ради — село Мовчадь.

## Склад ради
Населені пункти, що підпорядковувалися сільській раді станом на 2009 рік:
| Населений пункт | Тип  | Населення, осіб (2009) |
| --------------- | ---- | ---------------------- |
| Андрієвці       | село | 35                     |
| Данейки         | село | 84                     |
| Зоричі          | село | 27                     |
| Катминовці      | село | 106                    |
| Крупляни        | село | 18                     |
| Крутовці        | село | 28                     |
| Кузевичі        | село | 16                     |
| Мала Своротва   | село | 231                    |
| Міцкевичі       | село | 225                    |
| Мовчадь         | село | 661                    |
| Савцевичі       | село | 75                     |
| Сорговичі       | село | 34                     |
| Стремиловщина   | село | 25                     |

## Населення
За переписом населення Білорусі 2009 року чисельність населення сільської ради становило 1565 осіб.

### Національність
Розподіл населення за рідною національністю за даними перепису 2009 року:
| Національність            | Осіб | Відсоток |
| ------------------------- | ---- | -------- |
| білоруси                  | 1400 | 89,46 %  |
| росіяни                   | 102  | 6,52 %   |
| поляки                    | 36   | 2,30 %   |
| українці                  | 13   | 0,83 %   |
| вірмени                   | 3    | 0,19 %   |
| татари                    | 2    | 0,13 %   |
| чуваші                    | 2    | 0,13 %   |
| азербайджанці             | 1    | 0,06 %   |
| німці                     | 1    | 0,06 %   |
| казахи                    | 1    | 0,06 %   |
| болгари                   | 1    | 0,06 %   |
| корейці                   | 1    | 0,06 %   |
| якути                     | 1    | 0,06 %   |
| національність не вказана | 1    | 0,06 %   |
| Разом                     | 1565 | 100 %    |